# グリフィン (ミサイル)
グリフィン（Griffin）は、アメリカ合衆国のレイセオン社が開発した対地・対舟艇ミサイル。

## 概要
開発は、同社のプライベートベンチャーとして開始された。このことから、開発費低減のため商用オフザシェルフ（COTS）化が進められたほか、AIM-9X空対空ミサイルやFGM-148 ジャベリン対戦車ミサイルのような既存の製品から多くが流用されている。
本機は、歩兵携行式のジャベリン（弾体重量11.8kg）と同程度の重量でありながら、はるかに大型のヘルファイア（弾体重量45-50kg）と同程度の射程を確保している。これと引き換えに、弾頭重量は5.9kgとかなり小さいため、重装甲目標に対する攻撃能力は保有しない一方で、非対称戦争などで問題になっている付随的損害を低減できると期待されている。
本機には、空中発射型のグリフィンAと、地上・海上発射型のグリフィンBの2つのバリエーションがある。アメリカ軍では、前者をAGM-176A、後者をBGM-176Bとして制式化しており、AGM-176AはMQ-9 リーパーなどの無人航空機やMC-130W、AC-130Jなどの特殊作戦機において運用されている。一方、BGM-176Bは、Mk.60グリフィン・ミサイル・システム（GWS）として2013年よりサイクロン級哨戒艇に搭載されているほか、沿海域戦闘艦（LCS）への搭載も検討されている。

## 運用国
- インド - 2024年時点で、インド空軍がグリフィンを保有[2]。
- イスラエル - 2024年時点で、イスラエル航空宇宙軍がグリフィンを保有[3]。
- アメリカ合衆国 - 2024年時点で、アメリカ空軍とアメリカ海兵隊がグリフィンを保有[4]。